# باشگاه فوتبال شهرداری ارومیه
باشگاه فوتبال شهرداری ارومیه یک باشگاه فوتبال ایرانی در شهر ارومیه می‌باشد. این باشگاه نمایندۀ استان آذربایجان غربی در لیگ دسته دو فوتبال باشگاه‌های ایران است.
هادی اصغری آقای گل سابق لیگ برتر ایران و بازیکن اهل سلماس در فصل ۴-۹۳ به این باشگاه پیوست.
محرم نشاطی سرمربی‌گری این تیم را در فصل ۴-۹۳ بر عهده داشت.